# Mezh Vysokikh Khlebov Zateryalosya
Mezh Vysokikh Khlebov Zateryalosya ( in russo Меж высоких хлебов затерялося? ) è una canzone russa basata su una poesia di Nikolay Nekrasov.

## Storia
Fu nel 1911, Nikolay Alexandrov mise in musica la poesia di Nekrasov. Difatti, Nekrasov scrisse il suo poema Pokhorony ( in russo Похороны?, lit. Il funerale ) tra il 22 e il 25 giugno 1861, a Greshnevo, e lo pubblicò per la prima volta in Sovremennik, nel 1861.

## Sinossi
La canzone si concentra sul funerale rurale di un giovane, un abitante della città che, sparandosi, si è suicidato.
Il narratore, probabilmente un contadino, inizia la sua storia con la menzione del suo stesso villaggio. Successivamente descrive la sequenza degli eventi: la morte, la polizia, il funerale.
Il villaggio e la città sono due mondi diversi. I contadini fronteggiano da un lato la polizia, i processi, i soldi e il potere, dall'altro le ostilità della città.
Alla conclusione del racconto, i contadini, nonostante una precedente piena ostilità nei suoi confronti, riescono finalmente a perdonare il defunto.

## Performance
La canzone è stata resa popolare al grande pubblico da alcuni noti cantanti russi e sovietici, come per esempio da Vadim Kozin, Ivan Skobtsov e, soprattutto, da Lidia Ruslanova .